# Elecciones generales de Dominica de 1924
Las elecciones generales de Dominica de 1924 tuvieron lugar después de la reintroducción de miembros de elegidos al Consejo Legislativo por primera vez desde 1898. La Asociación de Gobierno Representativo ganó un tercio de los escaños elegidos.